# Tomas Jarusevičius
Tomas Jarusevičius (* 1982 in Kaunas) ist ein litauischer liberaler Politiker, Vizebürgermeister der Stadtgemeinde Kaunas.

## Leben
Nach dem Abitur 2001 Rasos-Gymnasium  seiner Heimatstadt Kaunas absolvierte Tomas Jarusevičius von 2004 bis 2012 das Bachelorstudium der Kommunikation an der Vilniaus universitetas in der litauischen Hauptstadt Vilnius. Von Juni 2002 bis September 2004 arbeitet er als Manager, Event-Organisator bei VšĮ "Šou lyga", von  Juni 2001 bis März 2005 als Radio-Moderator und TV-Reporter  bei Medienunternehmen Pūkas. Von  März 2005 bis Mai 2010 war er Journalist der Tageszeitung Kauno diena, von Mai 2010 bis 2016  Nachrichtenreporter von Region Kaunas bei TV3.
Von  2016 bis Oktober 2019 war er PR-Manager der Verwaltung der Stadtgemeinde Kaunas und von Oktober 2019 bis April 2023 PR-Berater des Kaunasser Bürgermeisters Visvaldas Matijošaitis. Seit April 2023 ist er Stellvertreter des Bürgermeisters der Gemeinde.
Tomas Jarusevičius war Kommunalwahl-Beobachter, delegiert von Vieningas Kaunas.